# Predrag Brzaković
Predrag Brzaković (en alphabet cyrillique serbe : Предраг Брзаковић), né le 27 septembre 1964 à Belgrade et mort le 14 septembre 2012 dans la même ville, est un footballeur serbe qui évolue au poste de gardien de but.

## Biographie
En 2007, alors âgé de 43 ans, il participe au championnat d'Europe de futsal de 2007 avec l'équipe de Serbie de futsal. La Serbie sera éliminée au premier tour.